# 公信乡
公信乡（佤语：kong she:1120），是中华人民共和国云南省普洱市孟连傣族拉祜族佤族自治县下辖的一个乡镇级行政单位。

## 行政区划
公信乡下辖以下地区：
班别村、公良村、公信村、糯董村、广科村和班文村。